# Acontia micropis
Acontia micropis är en fjärilsart som beskrevs av Druce 1909. Acontia micropis ingår i släktet Acontia och familjen nattflyn. Inga underarter finns listade i Catalogue of Life.